# Dendrotriton
Dendrotriton es un género de salamandras de la familia Plethodontidae, endémicas de Centroamérica. Habitan desde el suroeste de Chiapas, en México, hasta Honduras. Son anfibios sin pulmones con un cuerpo delgado, larga cola y ojos prominentes. 
Su hábitat natural son los bosques a gran altitud con abundante humedad.

## Especies
Según ASW:
- Dendrotriton bromeliacius (Schmidt, 1936)
- Dendrotriton chujorum Campbell, Smith, Streicher, Acevedo & Brodie, 2010
- Dendrotriton cuchumatanus (Lynch & Wake, 1975)
- Dendrotriton kekchiorum Campbell, Smith, Streicher, Acevedo & Brodie, 2010
- Dendrotriton megarhinus (Rabb, 1960)
- Dendrotriton rabbi (Lynch & Wake, 1975)
- Dendrotriton sanctibarbarus (McCranie & Wilson, 1997)
- Dendrotriton xolocalcae (Taylor, 1941)